# Arquieparquia uniata de Polatsk
Arquieparquia de Polatsk, também Polatsk-Vitebsk, Polatsk-Vitebsk e Mstislav e Polatsk dos Rutenos, foi uma arquieparquia da Igreja uniata russa que estava situada na Comunidade Polaco-Lituana. De 1596 a 1839, foi parte da Metrópole de Kiev, Galícia e Toda a Rutênia. A igreja-catedral da arqueparquia era a Catedral de Santa Sofia em Polatsk.

## História
Anteriormente uma eparquia ortodoxa fundada em 992 e chefiada por um bispo sufragâneo do metropolita de Kiev em Vilnius, em 1596 a eparquia de Polotsk, entrou em plena comunhão com a Igreja Católica Romana como uma Igreja Católica Grega através da União de Berestia. A eparquia estava entre as primeiras que se juntaram à unia em 1596, juntamente com as eparquias de Kiev, Pinsk, Lutsk, Vladimir e Chełm. 
À arquieparquia de Polotsk foram posteriormente adicionados os territórios da eparquia de Mstislav (também de origem do século XIII) e as eparquias de Orsha e Vitebsk do século X.
Devido à sua proximidade com Vilnius, a eparquia desempenhou um papel fundamental na vida da Igreja e muitos de seus bispos mais tarde se tornaram bispos metropolitanos de Kiev, um hierarca da Igreja uniata rutena. Entre eles estão Havryil Kolenda, Kyprian Zochovskyj, Lev Zalenskyj e muitos outros.
Na década de 1800, a arquiparquia foi classificada pela Igreja Católica Romana como uma jurisdição rutena.
Em 1828, a arquieparquia de Polatsk foi extinta, suas terras passaram a fazer parte da recém-formada formada arquieparquia da Bielorrússia com uma catedral em Polatsk.
Como resultado do Sínodo de Polatsk de 1839, a Igreja uniata foi abolida e a arquieparquia bielorrussa também deixou de existir e seus fiéis transferidos à Igreja Ortodoxa Russa.

## Estrutura

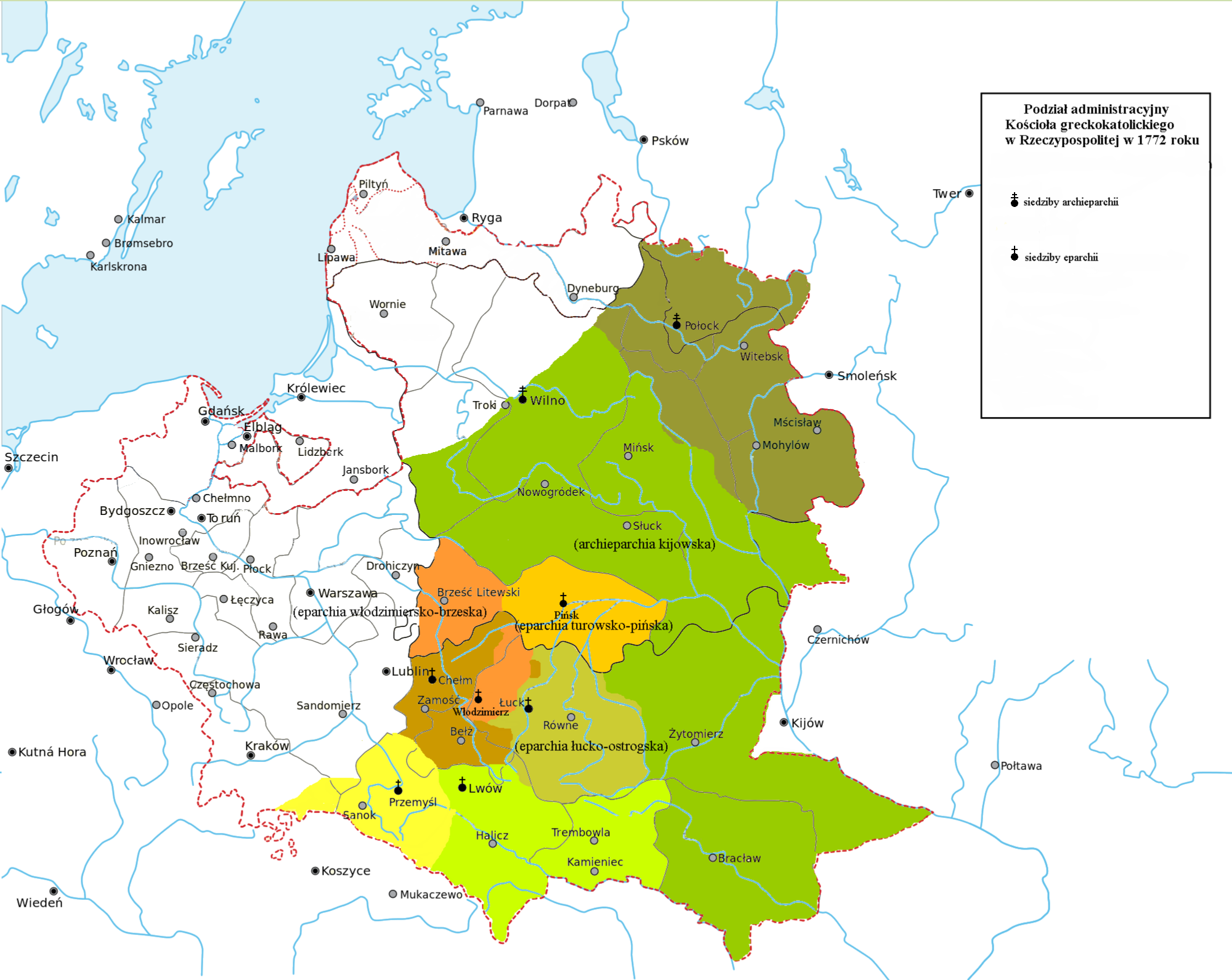
Divisão administrativa da Igreja greco-católica em 1772 (antes da partição da Comunidade Polaco-Lituana)

As sufragâneas da arquieparquia de Polatsk eram:
- Eparquia de Lutsk e Ostrog;
- Eparquia de Turov e Pinsk;
- Eparquia de Vladimir e Brest.

## Episcopado
- Germano Zagorsk (1596 - 1600/1601);
- Gideão Bralnitsk (26 de maio de 1601 - 1618);
- Josafá Kuntseviche, Ordem de São Basílio, o Grande (nascido no território da Ucrânia) (1618 - 12 de novembro de 1623); anteriormente - fundador da Ordem Basiliana (1607), coadjutor do arcebispo de Polotsk (Vitebsk) (1617 - sucessão em março de 1618);
- Antônio Seliava (1624 - 1655);
- Gabriel Kolenda (1655 - 21 de maio de 1674), que substituiu o ex-coadjutor do arcebispo de Polotsk (Vitebsk) (1655);
- Cipriano Zhokhovski (21 de maio de 1674 - 1693);
- Leão Zalenski;
- Marcião Bellozor (1697 - falecimento em 18 de junho de 1707); anteriormente coadjutor da eparquia de Turov-Pinsk (Bielorrússia) (? - 1665), substituindo o bispo da eparquia de Turov-Pinsk (1665 - 1697);
- Silvestre Peshkeviche (9 de novembro de 1710 - morte em 8 de setembro de 1714);
- Floriano Grebnitski (1715 - 18 de julho de 1762);
- Jasão Smogozhevski (18 de julho de 1762 - 25 de junho de 1781), que substituiu o ex-vice-arcebispo de Polotsk e Vitebsk (? - 18 de julho de 1762); mais tarde Metropolita de Kiev e de toda a Rússia (25 de junho de 1781 - 1788);
- Heráclio Lisovski (1783 - 30 de agosto de 1809);
- Leão Dukhnovski (1794 - 1797);
- Gregório Kokhanoviche (1797 - 1809);
- João Krassovski (22 de setembro de 1809 - 1826); Próximo transferido Arcebispo de Lutsk e Ostrog (Ucrânia) (1826 - 23 de agosto de 1827);
- Jacó Martuseviche (1826 - 26 de janeiro de 1833), ex-bispo de Lutsk e Ostrog (Ucrânia) (1817 - 1826).

Após a morte de Jacó Martuseviche em 1833, a arquidiocese uniata de Polatsk foi abolida, e seu território foi anexado à arquieparquia uniata da Bielorrússia com uma sé em Polatsk. Os arcebispos uniatas da Bielorrússia foram:
- Josafá Bulgak (14 de abril de 1833 - falecimento em 9 de março de 1838); ex-bispo da eparquia de Turov-Pinsk (Bielorrússia) (24 de abril de 1787 - 12 de outubro de 1798), bispo de Vladimir e Brest (Ucrânia) (12 de outubro de 1798 - 22 de setembro de 1818), administrador apostólico de Vilnius (Lituânia) (1814 - 1818), administrador apostólico de Kiev e Galícia (27 de janeiro de 1817 - 22 de setembro de 1818), bispo de Vilnius (Lituânia) (1818 - 14 de abril de 1833), metropolita de Kiev, Galícia e de Toda a Rússia (22 de setembro de 1818 - 9 de março de 1838), bispo de Zhirovichi (Lituânia) (1828 - 14 de abril de 1833);
- Basílio Luzhinski (1838 - 6 de março de 1839, posteriormente bispo ortodoxo).